# Velký Karlov
Velký Karlov je obec v okrese Znojmo v Jihomoravském kraji. Žije zde 423 obyvatel.

## Název
Název Velký Karlov byl odvozen od názvu nedaleké samoty Starého Karlova.

## Historie
První písemná zmínka o obci pochází z roku 1965. Jedná se o novodobou vesnici budovanou od roku 1953 pro potřeby zaměstnanců někdejšího JZD, založeného roku 1950 v severní části původního katastru obce Dyjákovice.

## Obyvatelstvo
| Rok            | 1961 | 1970 | 1980 | 1991 | 2001 | 2011 | 2021 |
| -------------- | ---- | ---- | ---- | ---- | ---- | ---- | ---- |
| Počet obyvatel | 315  | 431  | 492  | 474  | 431  | 408  | 377  |
| Počet domů     | 73   | 89   | 121  | 125  | 126  | 131  | 137  |

## Obecní správa
V letech 1961–1971 patřil jako část městyse k Dyjákovicím. Teprve volbami, konanými 26. listopadu 1971, se pak nová vesnice Velký Karlov stala samostatnou obcí.

### Obecní symboly
Znak a vlajka byly obci uděleny rozhodnutím předsedy Poslanecké sněmovny Parlamentu České republiky dne 9. prosince 2002.

## Zemědělství, průmysl
V obci provozuje firma ZEVO, dceřiná společnost AGRO Jevišovice, a. s., největší bioplynovou stanici ve střední a východní Evropě, s ročním výkonem 2,7 megawattu,, jejíž součástí je i jednotka pro kogenerační produkci tepla a elektřiny. Občané Velkého Karlova si stěžují na nesnesitelný zápach a na bezohledný provoz cisteren vyvážející digestát zejména v nočních hodinách, o víkendech a svátcích. Ministerstvo životního prostředí počátkem ledna 2009 potvrdilo pokutu 5 milionů korun firmě ZEVO, která stanici provozovala již od roku 2006 bez řádného integrovaného povolení.
Plán na výstavbu rozsáhlé krokodýlí farmy (až 800 zvířat) společnosti AGRO Jevišovice, a. s., spojené s plánovaným rozsáhlým agroturistickým centrem se potýká s problémy, neboť stavební úřad sice v červnu 2008 vydal na vlastní chovný objekt stavební povolení, ale krajský úřad jej o 4 měsíce později zrušil. Krokodýly chová AGRO již od roku 2005, chovná zařízení též zpřístupňuje jako turistickou atrakci. Veškeré aktivity spojené s chovem krokodýlů byly ukončeny cca v roce 2012

## Galerie

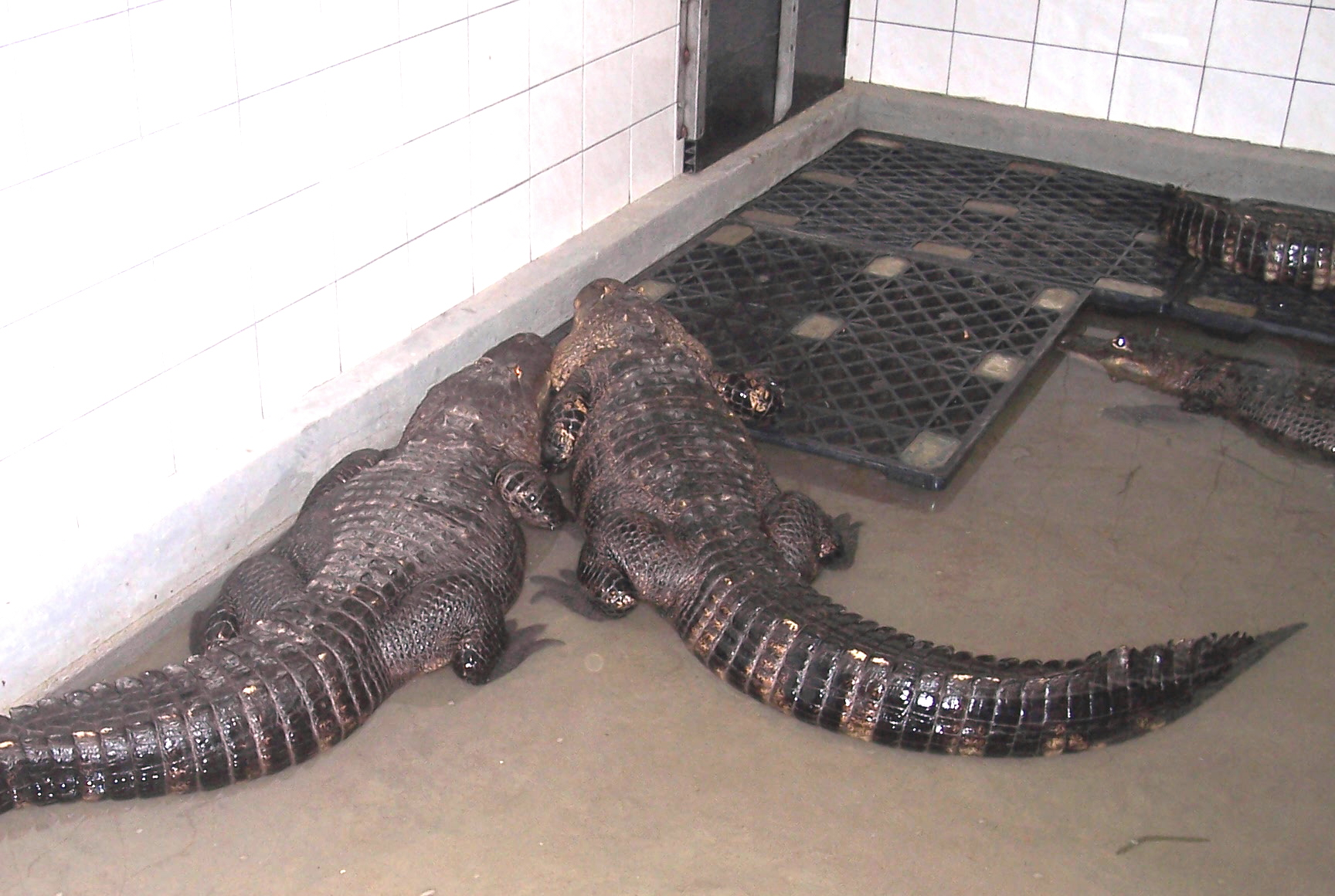
Krokodýlí farma ve Velkém Karlově
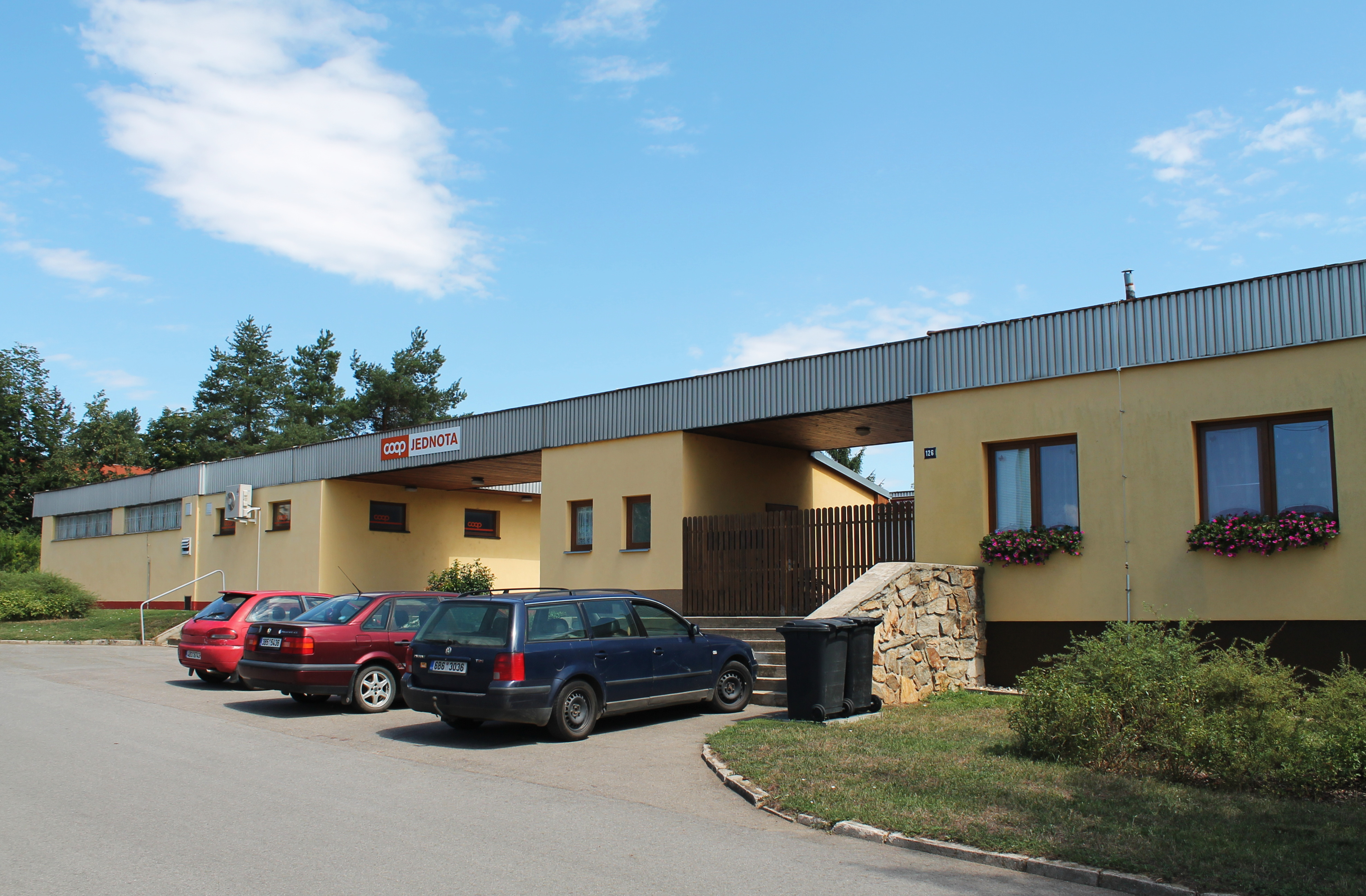
Nákupní středisko
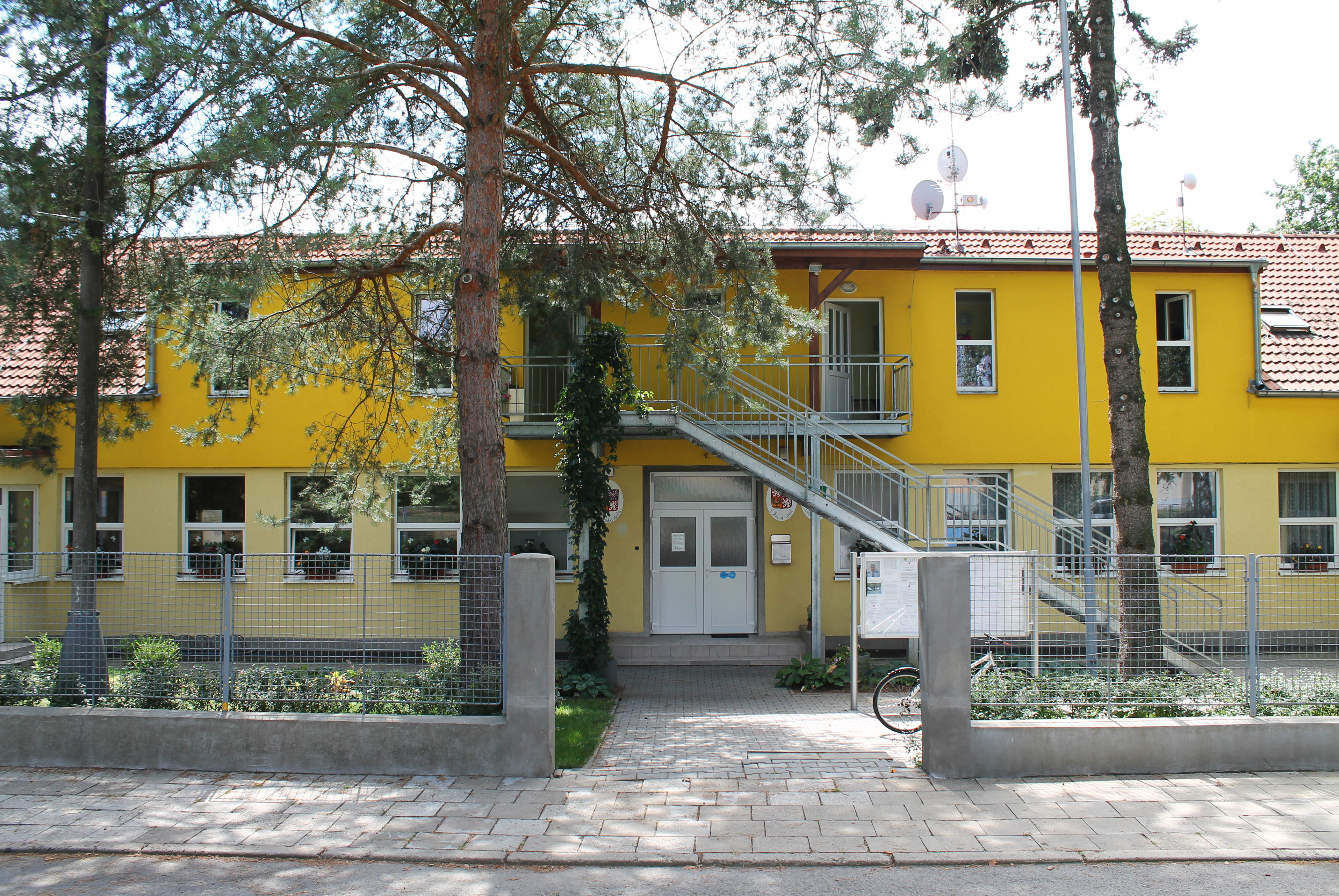
Obecní úřad a mateřská škola
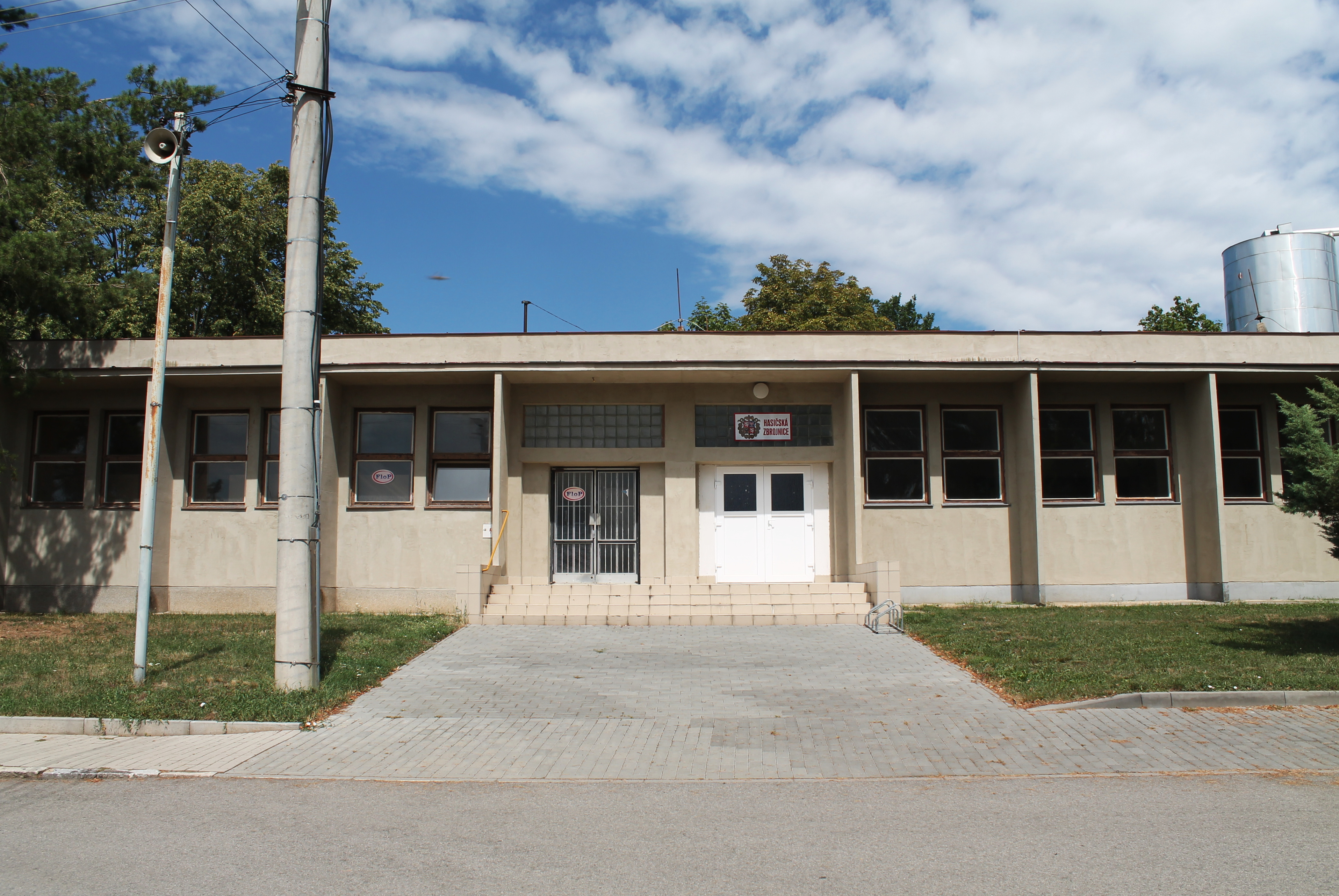
Hasičská zbrojnice
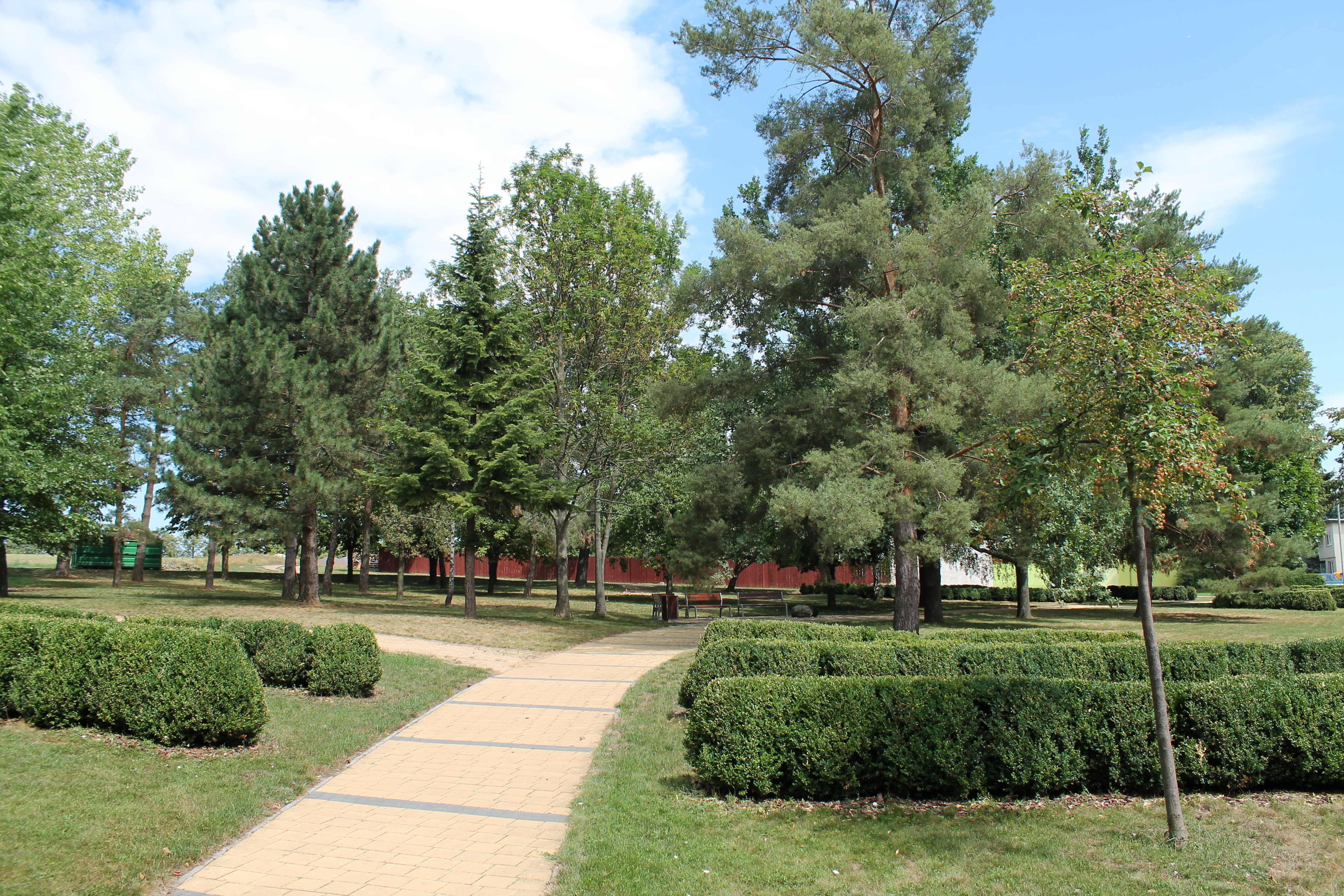
Park
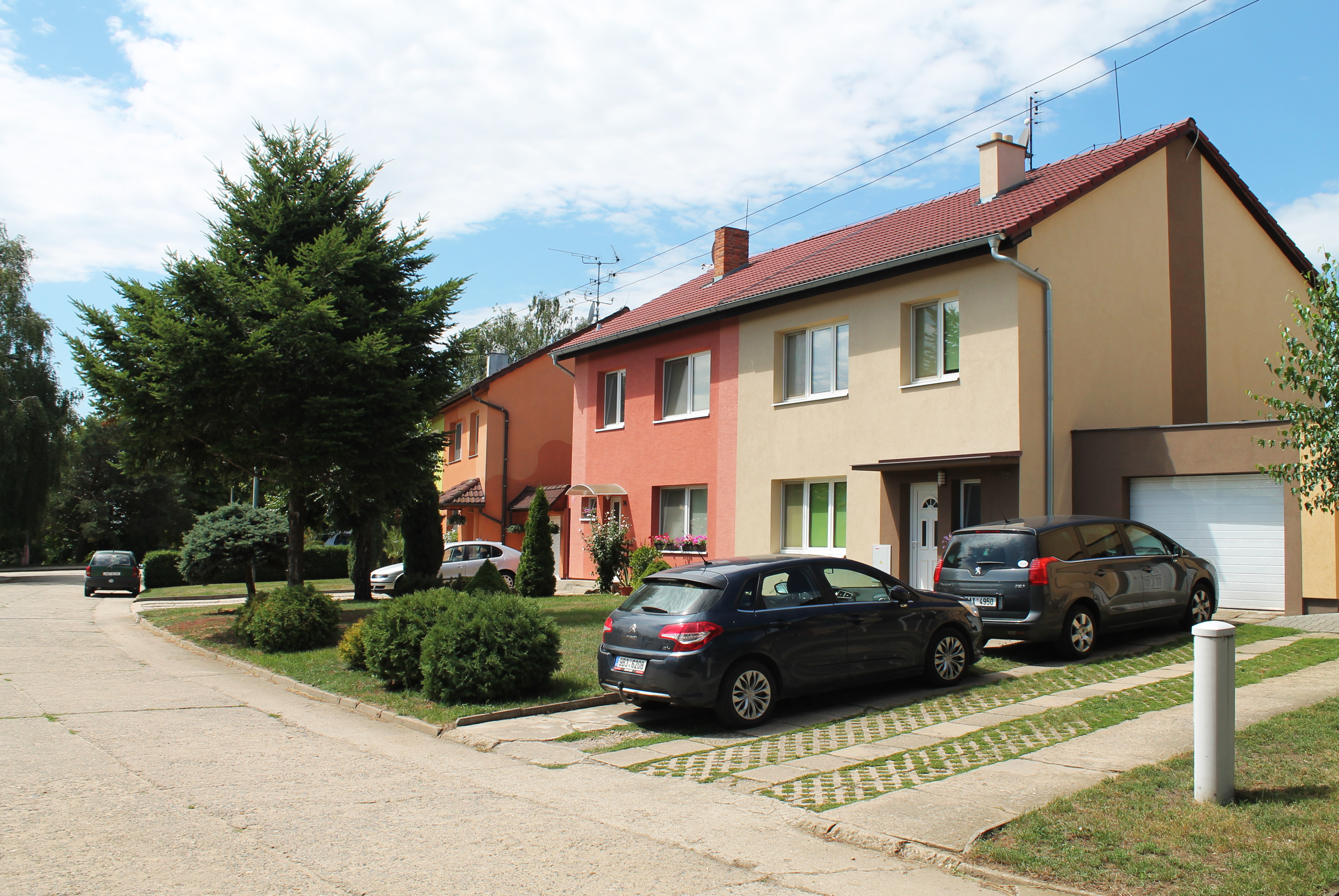
Východní část obce
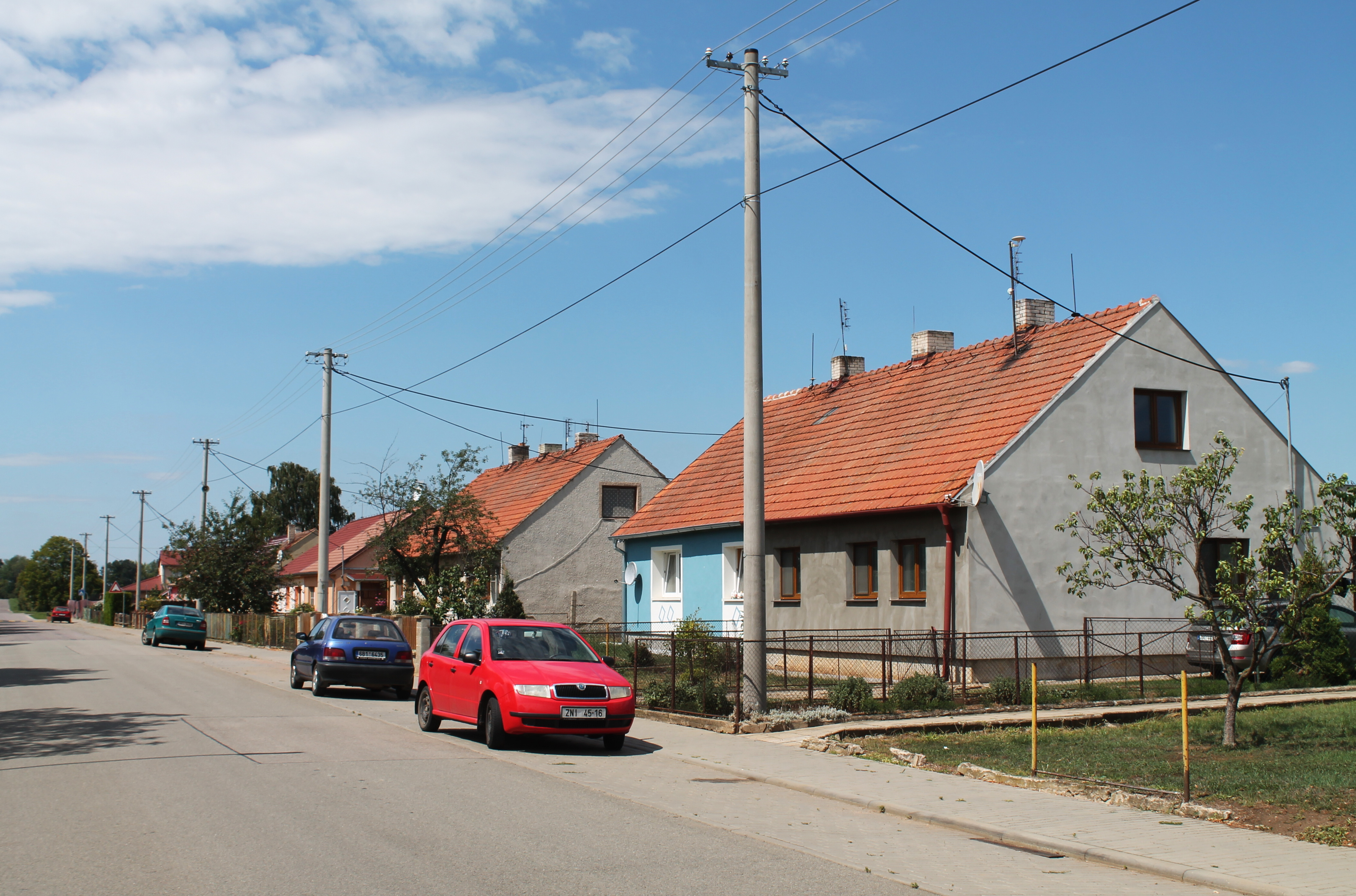
Jižní část obce